# Bei Dao

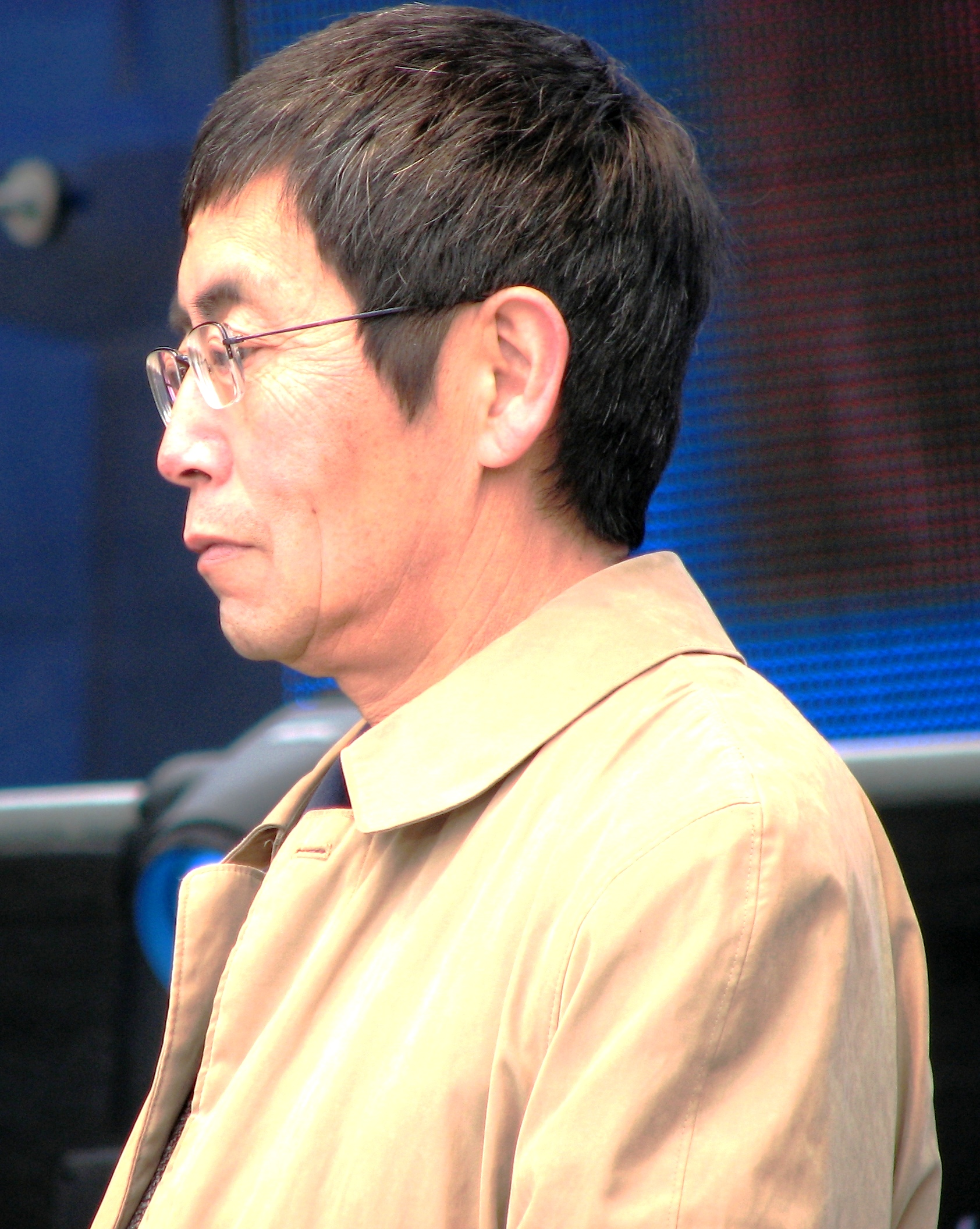
Bei Dao (2010)

Bei Dao (chinesisch 北岛, Pinyin Běidǎo; bürgerlicher Name: Zhao Zhenkai chinesisch 赵振开, Pinyin Zhào Zhènkāi; * 2. August 1949 in Peking, Republik China) ist ein chinesischer Essayist und Lyriker.

## Leben
In den 1970er Jahren begann Bei Dao zu schreiben, zuerst Gedichte, später, im Jahre 1974, auch einen Roman mit dem Titel Wellen (波动 Bodong). Bedingt durch die politische Situation der damaligen Zeit der Kulturrevolution entstand diese Art der Literatur im Geheimen und war einer ausgewählten Leserschaft vorbehalten. Nach der politischen Entspannung Ende 1978 gründete Bei Dao zusammen mit Mang Ke 芒克 die Literaturzeitschrift „Heute“ (今天 „Jintian“), die 1980 ihren Betrieb auf Drängen der Regierung einstellen musste. Bei Daos Gedicht Huida (回答, „Die Antwort“), das er während der Tian’anmen-Demonstrationen im Jahr 1976 schrieb, wurde zur Widerstandshymne der Demokratiebewegung. Während der Tian’anmen-Proteste 1989 war der Text u. a. auf Postern präsent. Im Februar 1989 hatte Bei Dao in einem Offenen Brief an Deng Xiaoping, der von 40 führenden Intellektuellen unterzeichnet wurde, die Freilassung von Wei Jingsheng gefordert und damit eine breite Kampagne für Menschenrechte ausgelöst. Während des Tian’anmen-Massakers nahm Bei Dao an einer Literaturkonferenz in Berlin teil und konnte erst 2006 nach China zurückkehren.
Seit 1987 hat Bei Dao in England, Deutschland, Norwegen, Schweden, Dänemark, den Niederlanden, Frankreich und den USA gelebt und gelehrt, heute ist er Professor am Center of East Asian Studies an der Chinese University of Hong Kong. 1990 wurde von ihm und anderen Dichtern die Zeitschrift „Jintian“ in Stockholm wiederbelebt, sie fungiert seither als Sprachrohr für Chinesen im Exil und im Land selber. Bei Daos Werke wurden in 25 Sprachen übersetzt. Er erhielt zahlreiche internationale Ehrungen, u. a. wurde er mit dem Tucholsky-Preis des schwedischen PEN, dem PEN/Barbara Goldsmith Freedom to Write Award, dem Goldenen Kranz der Abende der Poesie in Struga und dem Jeanette Schocken Preis 2005 ausgezeichnet. Bei Dao wurde wiederholt als Kandidat für den Nobelpreis für Literatur gesehen.
Bei Dao nimmt insbesondere wegen seiner Gedichte einen wichtigen Platz in der Geschichte der zeitgenössischen chinesischen Literatur ein. Bei Daos Stil wird deshalb von der chinesischen Literaturkritik oft auch als „Nebeldichtung“ (朦胧诗 menglong shi, auch: Obskure Lyrik, Menglong-Lyrik, hermetische Dichtung) bezeichnet. Seine Gedichte sind „Gespinste aus unerwarteten Bildern, die viele Lesarten in den Sinn kommen lassen, statt dem Leser eine einzige, einzig richtige zu suggerieren“.
1996 wurde er als auswärtiges Ehrenmitglied in die American Academy of Arts and Letters gewählt.

## Werke
- Gezeiten – Ein Roman über Chinas verlorene Generation. Aus dem Chinesischen von Irmgard E. A. Wiesel. Hrsg. und mit einem Nachwort von Helmut Martin. S. Fischer, 1990.
- Notizen vom Sonnenstaat – Gedichte. Aus dem Chinesischen und mit einem Nachwort von Wolfgang Kubin. Carl Hanser Verlag, 1991.
- Straße des Glücks Nr. 13. Kurzgeschichten. Aus dem Chinesischen von Eva Klapproth. Brockmeyer, 1992 (= Chinathemen. Band 71).
- Post Bellum – Gedichte. Aus dem Chinesischen und mit einer Nachbemerkung von Wolfgang Kubin. Carl Hanser Verlag, 2001.
- Das Buch der Niederlage – Gedichte. Aus dem Chinesischen und mit einer Nachbemerkung von Wolfgang Kubin. Edition Lyrik Kabinett im Carl Hanser Verlag, München 2009, ISBN 978-3-446-23283-9.
- Von Gänseblümchen und Revolutionen. Essays. Aus dem Chinesischen und mit einer Nachbemerkung von Wolfgang Kubin. Löcker, 2012.
- Gottes chinesischer Sohn. Essays. Aus dem Chinesischen und mit einer Nachbemerkung von Wolfgang Kubin. Weidle Verlag, Bonn 2011, ISBN 978-3-938803-37-0.
- Das Stadttor geht auf. Aus dem Chinesischen von Wolfgang Kubin. Hanser, 2021.